# Ascheberg (Holstein)
Ascheberg è un comune di 2 929 abitanti dello Schleswig-Holstein, in Germania.
Appartiene al circondario (Kreis) di Plön (targa PLÖ).
Fino al 1º gennaio 2014 faceva parte della comunità amministrativa (Amt) di Großer Plöner See.